# 2019–2020-as Európa-liga (egyenes kieséses szakasz)
A 2019–2020-as Európa-liga egyenes kieséses szakasza 2020. február 20-án kezdődött és augusztus 21-én ért véget. Az egyenes kieséses szakaszban 32 csapat vett részt, amelyek a csoportkör során a saját csoportjuk első két helyének valamelyikén, illetve az UEFA-bajnokok ligája csoportkörének harmadik helyén végeztek.

## Lebonyolítás
A döntő kivételével mindegyik mérkőzés oda-visszavágós rendszerben zajlott. A két találkozó végén az összesítésben jobbnak bizonyuló csapatok jutottak tovább a következő körbe. Ha az összesítésnél az eredmény döntetlen volt, akkor az idegenben több gólt szerző csapat jutott tovább. Amennyiben az idegenben lőtt gólok száma is azonos volt, akkor 30 perces hosszabbítást rendeztek a visszavágó rendes játékidejének lejárta után. Ha a 2x15 perces hosszabbításban gólt/gólokat szerzett mindkét együttes, és az összesített állás egyenlő volt, akkor a vendég csapat jutott tovább idegenben szerzett góllal/gólokkal. Gólnélküli hosszabbítás esetén büntetőpárbajra került sor. A döntőt egy mérkőzés keretében rendezték meg.
2020. március 13-án az UEFA a Covid19-pandémia miatt a március 12-ére kiírt két mérkőzést és a 19-ére kiírt második mérkőzéseket elhalasztotta. 2020. június 17-én döntöttek arról, hogy az elhalasztott mérkőzéseket 2020 augusztus 10. és 21. között játsszák le. A mérkőzéseknek Köln, Düsseldorf, Duisburg és Gelsenkirchen adott otthont, zárt kapuk mögött. A negyeddöntőktől egy mérkőzés döntött a továbbjutásról.

## Fordulók és időpontok
A mérkőzések időpontjai a következők (az összes sorsolást az UEFA székházában Nyonban, Svájcban tartották):
| Forduló            | Sorsolás dátuma         | 1. mérkőzés            | 2. mérkőzés            |
| ------------------ | ----------------------- | ---------------------- | ---------------------- |
| A 16 közé jutásért | 2019. december 16.      | 2020. február 20.      | 2020. február 27.      |
| Nyolcaddöntők      | 2020. február 28.       | 2020. március 12.      | 2020. augusztus 5–6.   |
| Negyeddöntők       | 2020. július 10., 13:00 | 2020. augusztus 10–11. | 2020. augusztus 10–11. |
| Elődöntők          | 2020. július 10., 13:00 | 2020. augusztus 16–17. | 2020. augusztus 16–17. |
| Döntő              | 2020. július 10., 13:00 | 2020. augusztus 21.,   | 2020. augusztus 21.,   |

1. ↑  Azt a két nyolcaddöntőt, amelynek az első mérkőzését is elhalasztották, 2020. augusztus 5-én és 6-án játszották le.
2. ↑  A nyolcaddöntők 2. mérkőzéseinek eredeti dátuma 2020. március 19-én volt.
3. ↑  A negyeddöntők, elődöntők és a döntő sorsolásának eredeti dátuma 2020. március 20-a volt.
4. ↑  A negyeddöntő mérkőzéseinek eredeti dátuma 2020. április 9-e és április 16-a volt.
5. ↑  Az elődöntő mérkőzéseinek eredeti dátuma 2020. április 30-a és május 7-e volt.
6. ↑  A döntő eredeti dátuma 2020. május 27-e volt.

## A legjobb 16 közé jutásért

### Sorsolás
A legjobb 16 közé jutásért zajló mérkőzések párosításainak sorsolását 2019. december 16-án tartották.
A csapatok két kalapba kerültek.
- Kiemelt csapatok: az Európa-liga csoportkörének első helyezettjei, valamint az UEFA-bajnokok ligája csoportkörének négy legjobb harmadik helyezettje
- Nem kiemelt csapatok: az Európa-liga csoportkörének második helyezettjei, valamint az UEFA-bajnokok ligája csoportkörének másik négy harmadik helyezettje

A sorsolás során egy kiemelt csapat mellé egy nem kiemelt csapatot sorsolnak. Figyelembe veszik, hogy azonos nemzetű együttesek, illetve az azonos csoportból továbbjutó csapatok nem szerepelhetnek egymás ellen.
A második kalapban szereplő csapatok játsszák az első mérkőzést hazai környezetben.
Továbbjutók az Európa-liga csoportköréből
| Csoport   | Csoportelső (kiemeltek) | Csoportmásodik (nem kiemeltek) |
| --------- | ----------------------- | ------------------------------ |
| A csoport | Sevilla FC              | APÓEL                          |
| B csoport | Malmö FF                | FC København                   |
| C csoport | Basel                   | Getafe CF                      |
| D csoport | LASK Linz               | Sporting CP                    |
| E csoport | Celtic                  | CFR Cluj                       |
| F csoport | Arsenal                 | Eintracht Frankfurt            |
| G csoport | FC Porto                | Rangers                        |
| H csoport | Espanyol                | Ludogorec Razgrad              |
| I csoport | KAA Gent                | VfL Wolfsburg                  |
| J csoport | İstanbul Başakşehir     | AS Roma                        |
| K csoport | Sporting de Braga       | Wolverhampton Wanderers        |
| L csoport | Manchester United       | AZ                             |

Továbbjutók az UEFA-bajnokok ligája csoportköréből
Harmadik helyezettek sorrendje
| Seed | Cs | Csapat            | M | Gy | D | V | G+ | G– | Gk | P  | Kiemelés      |
| ---- | -- | ----------------- | - | -- | - | - | -- | -- | -- | -- | ------------- |
| 1.   | H  | Ajax              | 6 | 3  | 1 | 2 | 12 | 6  | +6 | 10 | Kiemeltek     |
| 2.   | E  | Red Bull Salzburg | 6 | 2  | 1 | 3 | 16 | 13 | +3 | 7  | Kiemeltek     |
| 3.   | F  | Internazionale    | 6 | 2  | 1 | 3 | 10 | 9  | +1 | 7  | Kiemeltek     |
| 4.   | G  | Benfica           | 6 | 2  | 1 | 3 | 10 | 11 | −1 | 7  | Kiemeltek     |
| 5.   | D  | Bayer Leverkusen  | 6 | 2  | 0 | 4 | 5  | 9  | −4 | 6  | Nem kiemeltek |
| 6.   | C  | Sahtar Doneck     | 6 | 1  | 3 | 2 | 8  | 13 | −5 | 6  | Nem kiemeltek |
| 7.   | B  | Olimbiakósz       | 6 | 1  | 1 | 4 | 8  | 14 | −6 | 4  | Nem kiemeltek |
| 8.   | A  | Club Brugge       | 6 | 0  | 3 | 3 | 4  | 12 | −8 | 3  | Nem kiemeltek |

### Párosítások
Az első mérkőzéseket 2020. február 20-án, a visszavágókat február 27-én játszották.
| 1. csapat               | Össz.Tooltip Aggregate score | 2. csapat           | 1. mérk. | 2. mérk.   |
| ----------------------- | ---------------------------- | ------------------- | -------- | ---------- |
| Wolverhampton Wanderers | 6–3                          | Espanyol            | 4–0      | 2–3        |
| Sporting CP             | 4–5                          | İstanbul Başakşehir | 3–1      | 1–4 (h.u.) |
| Getafe CF               | 3–2                          | Ajax                | 2–0      | 1–2        |
| Bayer Leverkusen        | 5–2                          | FC Porto            | 2–1      | 3–1        |
| FC København            | 4–2                          | Celtic              | 1–1      | 3–1        |
| APÓEL                   | 0–4                          | FC Basel            | 0–3      | 0–1        |
| CFR Cluj                | 1–1 (i.g.)                   | Sevilla FC          | 1–1      | 0–0        |
| Olimbiakósz             | 2–2 (i.g.)                   | Arsenal             | 0–1      | 2–1 (h.u.) |
| AZ                      | 1–3                          | LASK Linz           | 1–1      | 0–2        |
| Club Brugge             | 1–6                          | Manchester United   | 1–1      | 0–5        |
| Ludogorec Razgrad       | 1–4                          | Internazionale      | 0–2      | 1–2        |
| Eintracht Frankfurt     | 6–3                          | Red Bull Salzburg   | 4–1      | 2–2        |
| Sahtar Doneck           | 5–4                          | Benfica             | 2–1      | 3–3        |
| VfL Wolfsburg           | 5–1                          | Malmö FF            | 2–1      | 3–0        |
| AS Roma                 | 2–1                          | KAA Gent            | 1–0      | 1–1        |
| Rangers                 | 4–2                          | Sporting de Braga   | 3–2      | 1–0        |

### Mérkőzések
| 2020. február 20. 21:00 (20:00 GMT) |

| Wolverhampton Wanderers    | 4–0               | Espanyol |
| -------------------------- | ----------------- | -------- |
| Jota 15' 67' 81' Neves 52' | (1–0) Jegyzőkönyv |          |

| Molineux Stadium, Wolverhampton Játékvezető: Tobias Stieler (német) |

| 2020. február 27. 18:55 |

| Espanyol                         | 3–2               | Wolverhampton Wanderers |
| -------------------------------- | ----------------- | ----------------------- |
| Calleri 16' 57' (11-esből) 90+1' | (1–1) Jegyzőkönyv | Traoré 22' Doherty 79'  |

| Estadi Cornellà-El Prat, Cornellà de Llobregat Játékvezető: Marco Guida (olasz) |

| 2020. február 20. 18:55 (17:55 WET) |

| Sporting CP                     | 3–1               | İstanbul Başakşehir  |
| ------------------------------- | ----------------- | -------------------- |
| Coates 3' Šporar 44' Vietto 51' | (2–0) Jegyzőkönyv | Višća 77' (11-esből) |

| Estádio José Alvalade, Lisszabon Játékvezető: Anthony Taylor (angol) |

| 2020. február 27. 18:55 (20:55 TRT) |

| İstanbul Başakşehir                                | 4–1 (h. u.)                 | Sporting CP |
| -------------------------------------------------- | --------------------------- | ----------- |
| Škrtel 31' Aleksić 45' Višća 90+2' 119' (11-esből) | (2–0, 3–1, 3–1) Jegyzőkönyv | Vietto 68'  |

| Başakşehir Fatih Terim Stadion, Isztambul Játékvezető: Antonio Mateu Lahoz (spanyol) |

| 2020. február 20. 18:55 |

| Getafe CF                  | 2–0               | Ajax |
| -------------------------- | ----------------- | ---- |
| Deyverson 38' Kenedy 90+3' | (1–0) Jegyzőkönyv |      |

| Coliseum Alfonso Pérez, Getafe Játékvezető: Ruddy Buquet (francia) |

| 2020. február 27. 21:00 |

| Ajax                            | 2–1               | Getafe CF |
| ------------------------------- | ----------------- | --------- |
| Danilo 10' Oliveira 63' (öngól) | (1–1) Jegyzőkönyv | Mata 5'   |

| Johan Cruyff Arena, Amszterdam Játékvezető: Anastasios Sidiropoulos (görög) |

| 2020. február 20. 21:00 |

| Bayer Leverkusen                  | 2–1               | FC Porto |
| --------------------------------- | ----------------- | -------- |
| Alario 29' Havertz 57' (11-esből) | (1–0) Jegyzőkönyv | Díaz 73' |

| BayArena, Leverkusen Játékvezető: Slavko Vinčić (szlovén) |

| 2020. február 27. 18:55 (17:55 WET) |

| FC Porto   | 1–3               | Bayer Leverkusen                    |
| ---------- | ----------------- | ----------------------------------- |
| Marega 65' | (0–1) Jegyzőkönyv | Alario 10' Demirbay 50' Havertz 58' |

| Estádio do Dragão, Porto Játékvezető: Kovács István (román) |

| 2020. február 20. 18:55 |

| FC København | 1–1               | Celtic      |
| ------------ | ----------------- | ----------- |
| N'Doye 52'   | (0–1) Jegyzőkönyv | Édouard 14' |

| Parken Stadion, Koppenhága Játékvezető: Szergej Karaszjov (orosz) |

| 2020. február 27. 21:00 (20:00 GMT) |

| Celtic                 | 1–3               | FC København                   |
| ---------------------- | ----------------- | ------------------------------ |
| Édouard 83' (11-esből) | (0–0) Jegyzőkönyv | Santos 51' Biel 85' N'Doye 88' |

| Celtic Park, Glasgow Játékvezető: Artur Soares Dias (portugál) |

| 2020. február 20. 21:00 (22:00 EET) |

| APÓEL | 0–3               | Basel                               |
| ----- | ----------------- | ----------------------------------- |
|       | (0–1) Jegyzőkönyv | Petretta 16' Stocker 53' Arthur 66' |

| GSZP Stadion, Nicosia Játékvezető: Orel Grinfeld (izraeli) |

| 2020. február 27. 18:55 |

| Basel               | 1–0               | APÓEL |
| ------------------- | ----------------- | ----- |
| Frei 38' (11-esből) | (1–0) Jegyzőkönyv |       |

| St. Jakob-Park, Bázel Játékvezető: Pavel Královec (cseh) |

| 2020. február 20. 18:55 (19:55 EET) |

| CFR Cluj            | 1–1               | Sevilla FC     |
| ------------------- | ----------------- | -------------- |
| Deac 59' (11-esből) | (0–0) Jegyzőkönyv | El-Neszjrí 82' |

| Stadionul Dr. Constantin Rădulescu, Kolozsvár Játékvezető: Deniz Aytekin (német) |

| 2020. február 27. 21:00 |

| Sevilla FC | 0–0         | CFR Cluj |
| ---------- | ----------- | -------- |
|            | Jegyzőkönyv |          |

| Estadio Ramón Sánchez Pizjuán, Sevilla Játékvezető: Andris Treimanis (lett) |

| 2020. február 20. 21:00 (22:00 EET) |

| Olimbiakósz | 0–1               | Arsenal       |
| ----------- | ----------------- | ------------- |
|             | (0–0) Jegyzőkönyv | Lacazette 81' |

| Karaiszkákisz Stadion, Pireusz Játékvezető: Felix Zwayer (német) |

| 2020. február 27. 21:00 (20:00 GMT) |

| Arsenal         | 1–2 (h. u.)                 | Olimbiakósz             |
| --------------- | --------------------------- | ----------------------- |
| Aubameyang 113' | (0–0, 0–1, 0–1) Jegyzőkönyv | Cissé 53' El-Arabi 120' |

| Emirates Stadion, London Játékvezető: Davide Massa (olasz) |

| 2020. február 20. 21:00 |

| AZ                         | 1–1               | LASK Linz |
| -------------------------- | ----------------- | --------- |
| Koopmeiners 86' (11-esből) | (0–1) Jegyzőkönyv | Raguž 26' |

| AFAS Stadion, Alkmaar Játékvezető: Mattias Gestranius (finn) |

| 2020. február 27. 18:55 |

| LASK Linz                | 2–0               | AZ |
| ------------------------ | ----------------- | -- |
| Raguž 44' (11-esből) 50' | (1–0) Jegyzőkönyv |    |

| Linzer Stadion, Linz Játékvezető: Srđan Jovanović (szerb) |

| 2020. február 20. 18:55 |

| Club Brugge | 1–1               | Manchester United |
| ----------- | ----------------- | ----------------- |
| Dennis 15'  | (1–1) Jegyzőkönyv | Martial 36'       |

| Jan Breydel Stadion, Brugge Játékvezető: Aleksei Kulbakov (fehérorosz) |

| 2020. február 27. 21:00 (20:00 GMT) |

| Manchester United                                                | 5–0               | Club Brugge |
| ---------------------------------------------------------------- | ----------------- | ----------- |
| Fernandes 27' (11-esből) Ighalo 34' McTominay 41' Fred 82' 90+3' | (3–0) Jegyzőkönyv |             |

| Old Trafford, Manchester Játékvezető: Serdar Gözübüyük (holland) |

| 2020. február 20. 18:55 (19:55 EET) |

| Ludogorec Razgrad | 0–2               | Internazionale                      |
| ----------------- | ----------------- | ----------------------------------- |
|                   | (0–0) Jegyzőkönyv | Eriksen 71' Lukaku 90+5' (11-esből) |

| Ludogorec Aréna, Razgrad Játékvezető: Carlos del Cerro Grande (spanyol) |

| 2020. február 27. 21:00 |

| Internazionale           | 2–1               | Ludogorec Razgrad |
| ------------------------ | ----------------- | ----------------- |
| Biraghi 32' Lukaku 45+4' | (2–1) Jegyzőkönyv | Cauly 26'         |

| San Siro, Milánó Nézőszám: 0 Játékvezető: Daniel Siebert (német) |

| 2020. február 20. 18:55 |

| Eintracht Frankfurt           | 4–1               | Red Bull Salzburg             |
| ----------------------------- | ----------------- | ----------------------------- |
| Kamada 12' 43' 53' Kostić 56' | (2–0) Jegyzőkönyv | Hwang Hee-chan 85' (11-esből) |

| Commerzbank-Arena, Frankfurt Játékvezető: Ali Palabıyık (török) |

| 2020. február 28. 18:00 |

| Red Bull Salzburg     | 2–2               | Eintracht Frankfurt |
| --------------------- | ----------------- | ------------------- |
| Ulmer 10' Onguéné 72' | (1–1) Jegyzőkönyv | Silva 30' 83'       |

| Red Bull Arena, Wals-Siezenheim Játékvezető: Benoît Bastien (francia) |

| 2020. február 20. 18:55 (19:55 EET) |

| Sahtar Doneck             | 2–1               | Benfica              |
| ------------------------- | ----------------- | -------------------- |
| Patrick 56' Kovalenko 72' | (0–0) Jegyzőkönyv | Pizzi 67' (11-esből) |

| Metalist Stadium, Kharkiv Játékvezető: Bobby Madden (skót) |

| 2020. február 27. 21:00 (20:00 WET) |

| Benfica                     | 3–3               | Sahtar Doneck                               |
| --------------------------- | ----------------- | ------------------------------------------- |
| Pizzi 9' Dias 36' Silva 47' | (2–1) Jegyzőkönyv | Dias 12' (öngól) Stepanenko 49' Patrick 71' |

| Estádio da Luz, Lisszabon Játékvezető: Björn Kuipers (holland) |

| 2020. február 20. 21:00 |

| VfL Wolfsburg                        | 2–1               | Malmö FF                    |
| ------------------------------------ | ----------------- | --------------------------- |
| Brekalo 49' Kiese Thelin 62' (öngól) | (0–0) Jegyzőkönyv | Kiese Thelin 47' (11-esből) |

| Volkswagen Arena, Wolfsburg Játékvezető: Gediminas Mažeika (litván) |

| 2020. február 27. 18:55 |

| Malmö FF | 0–3               | VfL Wolfsburg                            |
| -------- | ----------------- | ---------------------------------------- |
|          | (0–1) Jegyzőkönyv | Brekalo 42' Gerhardt 65' João Victor 69' |

| Eleda Stadion, Malmö Játékvezető: Willie Collum (skót) |

| 2020. február 20. 21:00 |

| AS Roma   | 1–0               | KAA Gent |
| --------- | ----------------- | -------- |
| Pérez 13' | (1–0) Jegyzőkönyv |          |

| Stadio Olimpico, Róma Játékvezető: Georgi Kabakov (bolgár) |

| 2020. február 27. 18:55 |

| KAA Gent  | 1–1               | AS Roma      |
| --------- | ----------------- | ------------ |
| David 25' | (1–1) Jegyzőkönyv | Kluivert 29' |

| Ghelamco Arena, Gent Játékvezető: José María Sánchez Martínez (spanyol) |

| 2020. február 20. 21:00 (20:00 GMT) |

| Rangers                | 3–2               | Sporting de Braga       |
| ---------------------- | ----------------- | ----------------------- |
| Hagi 67' 82' Aribo 75' | (0–1) Jegyzőkönyv | Fransérgio 11' Ruiz 59' |

| Ibrox Stadium, Glasgow Játékvezető: Xavier Estrada Fernández (spanyol) |

| 2020. február 26. 18:00 (17:00 WET) |

| Sporting de Braga | 0–1               | Rangers  |
| ----------------- | ----------------- | -------- |
|                   | (0–0) Jegyzőkönyv | Kent 61' |

| Braga városi stadion, Braga Játékvezető: Andreas Ekberg (svéd) |

## Nyolcaddöntők
A nyolcaddöntők sorsolását 2020. február 28-án tartották.

### Párosítások
A nyolcból hat párosítás első mérkőzését március 12-én játszották. A másik két párosítás első mérkőzését és az összes második mérkőzést elhalasztották. 2020. június 17-én jelentette be az UEFA, hogy az elmaradt mérkőzéseket augusztus 5-én és 6-án játsszák. A második mérkőzés pályaválasztója játszhat a hazai pályáján, de azt a két párosítást, ahol az első mérkőzés is elmaradt, semleges helyszínen, Németországban játsszák és egy mérkőzés dönt a továbbjutásról.
| 1. csapat           | Össz.Tooltip Aggregate score | 2. csapat               | 1. mérk. | 2. mérk. |
| ------------------- | ---------------------------- | ----------------------- | -------- | -------- |
| İstanbul Başakşehir | 1–3                          | FC København            | 1–0      | 0–3      |
| Olimbiakósz         | 1–2                          | Wolverhampton Wanderers | 1–1      | 0–1      |
| Rangers             | 1–4                          | Bayer Leverkusen        | 1–3      | 0–1      |
| VfL Wolfsburg       | 1–5                          | Sahtar Doneck           | 1–2      | 0–3      |
| Internazionale      | 2–0                          | Getafe CF               |          |          |
| Sevilla FC          | 2–0                          | AS Roma                 |          |          |
| Eintracht Frankfurt | 0–4                          | FC Basel                | 0–3      | 0–1      |
| LASK Linz           | 1–7                          | Manchester United       | 0–5      | 1–2      |

### Mérkőzések
| 2020. március 12. 18:55 (20:55 TRT) |

| İstanbul Başakşehir  | 1–0               | FC København |
| -------------------- | ----------------- | ------------ |
| Višća 88' (11-esből) | (0–0) Jegyzőkönyv |              |

| Başakşehir Fatih Terim Stadion, Isztambul Játékvezető: Willie Collum (skót) |

| 2020. augusztus 5. 18:55 |

| FC København                    | 3–0               | İstanbul Başakşehir |
| ------------------------------- | ----------------- | ------------------- |
| Wind 4' 53' (11-esből) Falk 62' | (1–0) Jegyzőkönyv |                     |

| Parken Stadion, Koppenhága Játékvezető: Daniele Orsato (olasz) |

| 2020. március 12. 21:00 (22:00 EET) |

| Olimbiakósz  | 1–1               | Wolverhampton Wanderers |
| ------------ | ----------------- | ----------------------- |
| El-Arabi 54' | (0–0) Jegyzőkönyv | Neto 67'                |

| Karaiszkákisz Stadion, Pireusz Játékvezető: Clément Turpin (francia) |

| 2020. augusztus 6. 21:00 (20:00 BST) |

| Wolverhampton Wanderers | 1–0               | Olimbiakósz |
| ----------------------- | ----------------- | ----------- |
| Jiménez 9' (11-esből)   | (1–0) Jegyzőkönyv |             |

| Molineux Stadium, Wolverhampton Játékvezető: Szymon Marciniak (lengyel) |

| 2020. március 12. 21:00 (20:00 GMT) |

| Rangers       | 1–3               | Bayer Leverkusen                               |
| ------------- | ----------------- | ---------------------------------------------- |
| Edmundson 75' | (0–1) Jegyzőkönyv | Havertz 37' (11-esből) Aránguiz 67' Bailey 88' |

| Ibrox Stadium, Glasgow Játékvezető: Szymon Marciniak (lengyel) |

| 2020. augusztus 6. 18:55 |

| Bayer Leverkusen | 1–0               | Rangers |
| ---------------- | ----------------- | ------- |
| Diaby 51'        | (0–0) Jegyzőkönyv |         |

| BayArena, Leverkusen Játékvezető: Danny Makkelie (holland) |

| 2020. március 12. 21:00 |

| VfL Wolfsburg | 1–2               | Sahtar Doneck                 |
| ------------- | ----------------- | ----------------------------- |
| Brooks 48'    | (0–1) Jegyzőkönyv | Moraes 17' Marcos Antônio 73' |

| Volkswagen Arena, Wolfsburg Játékvezető: Damir Skomina (szlovén) |

| 2020. augusztus 5. 18:55 (19:55 EEST) |

| Sahtar Doneck                  | 3–0               | VfL Wolfsburg |
| ------------------------------ | ----------------- | ------------- |
| Moraes 89' 90+3' Solomon 90+1' | (0–0) Jegyzőkönyv |               |

| NSC Olimpiyskiy Stadium, Kijev Játékvezető: Ivan Kružliak (szlovák) |

| 2020. augusztus 5. 21:00 |

| Internazionale         | 2–0               | Getafe CF |
| ---------------------- | ----------------- | --------- |
| Lukaku 33' Eriksen 83' | (1–0) Jegyzőkönyv |           |

| Arena AufSchalke, Gelsenkirchen Játékvezető: Anthony Taylor (angol) |

| 2020. augusztus 6. 18:55 |

| Sevilla FC                  | 2–0               | AS Roma |
| --------------------------- | ----------------- | ------- |
| Reguilón 22' El-Neszjrí 44' | (2–0) Jegyzőkönyv |         |

| MSV-Arena, Duisburg Játékvezető: Björn Kuipers (holland) |

| 2020. március 12. 18:55 |

| Eintracht Frankfurt | 0–3               | FC Basel                   |
| ------------------- | ----------------- | -------------------------- |
|                     | (0–1) Jegyzőkönyv | Campo 27' Bua 73' Frei 85' |

| Waldstadion, Frankfurt Játékvezető: Andreas Ekberg (svéd) |

| 2020. augusztus 6. 21:00 |

| FC Basel | 1–0               | Eintracht Frankfurt |
| -------- | ----------------- | ------------------- |
| Frei 88' | (0–0) Jegyzőkönyv |                     |

| St. Jakob-Park, Bázel Játékvezető: Antonio Mateu Lahoz (spanyol) |

| 2020. március 12. 18:55 |

| LASK Linz | 0–5               | Manchester United                                           |
| --------- | ----------------- | ----------------------------------------------------------- |
|           | (0–1) Jegyzőkönyv | Ighalo 28' James 58' Mata 82' Greenwood 90+2' Pereira 90+3' |

| Linzer Stadion, Linz Játékvezető: Artur Soares Dias (portugál) |

| 2020. augusztus 5. 21:00 (20:00 BST) |

| Manchester United       | 2–1               | LASK Linz     |
| ----------------------- | ----------------- | ------------- |
| Lingard 57' Martial 88' | (0–0) Jegyzőkönyv | Wiesinger 55' |

| Old Trafford, Manchester Játékvezető: Anastasios Sidiropoulos (görög) |

## Negyeddöntők
A negyeddöntők sorsolását 2020. július 10-én tartották.

### Párosítások
A mérkőzéseket 2020. augusztus 10-én és 11-én játszották.
| 1. csapat               | Eredmény | 2. csapat        |
| ----------------------- | -------- | ---------------- |
| Sahtar Doneck           | 4–1      | FC Basel         |
| Manchester United       | 1–0      | FC København     |
| Internazionale          | 2–1      | Bayer Leverkusen |
| Wolverhampton Wanderers | 0–1      | Sevilla          |

### Mérkőzések
| 2020. augusztus 11. 21:00 |

| Sahtar Doneck                                        | 4–1               | FC Basel              |
| ---------------------------------------------------- | ----------------- | --------------------- |
| Moraes 2' Taison 22' Patrick 75' (11-esből) Dodô 88' | (2–0) Jegyzőkönyv | Van Wolfswinkel 90+2' |

| Arena AufSchalke, Gelsenkirchen Játékvezető: Michael Oliver (angol) |

| 2020. augusztus 10. 21:00 |

| Manchester United        | 1–0 (h. u.)                 | FC København |
| ------------------------ | --------------------------- | ------------ |
| Fernandes 95' (11-esből) | (0–0, 0–0, 1–0) Jegyzőkönyv |              |

| RheinEnergieStadion, Köln Játékvezető: Clément Turpin (francia) |

| 2020. augusztus 10. 21:00 |

| Internazionale         | 2–1               | Bayer Leverkusen |
| ---------------------- | ----------------- | ---------------- |
| Barella 15' Lukaku 21' | (2–1) Jegyzőkönyv | Havertz 25'      |

| Merkur Spiel-Arena, Düsseldorf Játékvezető: Carlos del Cerro Grande (spanyol) |

| 2020. augusztus 11. 21:00 |

| Wolverhampton Wanderers | 0–1               | Sevilla FC  |
| ----------------------- | ----------------- | ----------- |
|                         | (0–0) Jegyzőkönyv | Ocampos 88' |

| MSV-Arena, Duisburg Játékvezető: Daniele Orsato (olasz) |

## Elődöntők
Az elődöntők sorsolását 2020. július 10-én tartották.

### Párosítások
A mérkőzéseket 2020. augusztus 16-án és 17-én játszották.
| 1. csapat      | Eredmény | 2. csapat         |
| -------------- | -------- | ----------------- |
| Sevilla        | 2–1      | Manchester United |
| Internazionale | 5–0      | Sahtar Doneck     |

### Mérkőzések
| 2020. augusztus 16. 21:00 |

| Sevilla FC           | 2–1               | Manchester United       |
| -------------------- | ----------------- | ----------------------- |
| Suso 26' De Jong 78' | (1–1) Jegyzőkönyv | Fernandes 9' (11-esből) |

| RheinEnergieStadion, Köln Játékvezető: Felix Brych (német) |

| 2020. augusztus 17. 21:00 |

| Internazionale                                 | 5–0               | Sahtar Doneck |
| ---------------------------------------------- | ----------------- | ------------- |
| Martínez 19' 74' D’Ambrosio 64' Lukaku 78' 84' | (1–0) Jegyzőkönyv |               |

| Merkur Spiel-Arena, Düsseldorf Játékvezető: Szymon Marciniak (lengyel) |

## Döntő
| 2020. augusztus 21. 21:00 |

| Sevilla FC                         | 3–2               | Internazionale                 |
| ---------------------------------- | ----------------- | ------------------------------ |
| De Jong 12' 33' Lukaku 74' (öngól) | (2–2) Jegyzőkönyv | Lukaku 5' (11-esből) Godín 36' |

| RheinEnergieStadion, Köln Játékvezető: Danny Makkelie (holland) |